# Yves d'Anglefort
Yves D'Anglefort est le pseudonyme d'Yves Ferradou, artiste peintre français classé dans l'art brut, né à Lyon le 19 juillet 1954. Il vit et travaille à Meylan, dans l'Isère.

## Biographie
Yves D'Anglefort est né à Lyon sous x en 1954. Il est adopté par les Ferradou,, une famille de Grenoble, ville où il va grandir. Enfant, il souffre de déséquilibres psychologiques : des années plus tard il sera diagnostiqué bipolaire. Son père adoptif meurt quand il a dix ans et les conflits avec sa mère adoptive deviennent incessants. Il est placé en pensionnats où il est battu par des prêtres. Incapable de s'adapter au système scolaire il quitte l'école en fin de troisième sans aucune formation et sa vie devient chaotique. Service militaire catastrophique, différents petits boulots, voyages et errances dont deux années en Californie. Il réalise à Pasadena une centaine de dessins, tous détruits. Au cours de cette période d'une quinzaine d'années il se marie et divorce deux fois. Un enfant naît de son premier mariage ; schizophrène, il se suicide jeune,,.

## Affaire du faux Picasso
En 1988, Yves Ferradou, à court d'argent, réalise une gouache dans le goût de Picasso qu'il signe du nom du maître. Il fabrique un certificat d'authenticité et vieillit les deux documents. Il gage alors le tableau  au Crédit municipal de Grenoble, duquel il obtient une somme importante. Un an plus tard, le faux est découvert et la Justice s'en mêle : Ferradou est placé en détention provisoire,,. Sa caution payée, il est libéré après trente deux jours d'incarcération. En 1990 il est finalement condamné par la Cour d'appel de Grenoble à un an de prison avec sursis. 

## Débuts
Libéré, Yves Ferradou décide de faire ce qu'il a toujours aimé : peindre. Pour ne pas peindre sous le nom de Ferradou il choisit de s'appeler D'Anglefort, nom d'une arrière-grand-mère. Autodidacte, il peint ce qui lui vient à l'esprit. Il part s'installer en Guadeloupe où il peint assez peu et vit dans des conditions difficiles. Il y reste dix ans et rentre en France en 2003 avec son fils Nelson. En 2011 il trouve un style assez personnel mais il ne montre plus son travail à personne depuis longtemps,,.
En 2013 une passionnée d'art, Magali Chevalier, tombe par hasard sur une série de dessins et souhaite qu'ils soient montrés à Jean-David Mermod, collectionneur et galeriste à Lausanne. Ce dernier découvre et apprécie le travail d'Yves d'Anglefort et organise sa première exposition personnelle en 2014. Toujours grâce à Jean-David Mermod, ses dessins intègrent la Collection de l'art brut à Lausanne,, puis la Collection ABCD  de Bruno Decharme à Paris. D'autres expositions suivront. En 2019, l'association Yves d'Anglefort fait don de son tableau Plan pour retrouver dans le port les petites filles qui étaient kidnappées, qui est ajouté aux collections permanentes du LaM, le musée d'arts moderne, contemporain et brut de Lille.

## Expositions

### Expositions collectives
- Outsider International Art Fair, New York, avec la Galerie du Marché, mai 2014
- Outsider International Art Fair, Paris, avec la Galerie du Marché, octobre 2014
- Magasin des horizons, Grenoble, à l'ancien Musée de Peinture, décembre 2014
- Galerie du Marché, Lausanne, « Brut de Brut », du 4 février au 28 mars 2015
- Tokyo Art Fair, Tokyo, avec la Galerie Atsuko Barouh, du 20 au 22 mars 2015
- Galerie Gartenflügel, Vaduz, Art Brut 2nd Generation, du 18 avril au 17 mai 2015
- Young Art Taïpei, Taipei, Taïwan, avec la Galerie Atsuko Barouh, du 24 au 26 avril 2015
- Salon d'automne, Paris, Grand Palais, du 15 au 18 octobre 2015
- Outsider International Art Fair, Paris, Galerie du Marché, du 22 au 25 octobre 2015
- UNICEF, I.N.S.E.E.C, Paris, Patio de l'Opéra, du 8 au 19 mars 2016
- 43rd ARTEX, New York, avril 2016, Tokyo, août 2016
- Galerie du Marché, Lausanne, Brut de brut avril 2019
- Galerie du Marché, Lausanne, Art-chitecture II 22 mai-31 août 2019
- Trott'Art, Grenoble, 24-28 septembre 2020

### Expositions personnelles
- Galerie du Marché, Lausanne, du 22 mai au 5 juillet 2014[20]
- Musée Visionnaire, Zurich, du 2 octobre 2014 au 10 janvier 2015
- Galerie Atsuko Barouh, Tokyo, du 28 février au 29 mars 2015
- Gallery Shimazu, Fukuoka, Kyushu, du 18 avril au 26 mai 2015
- Galerie Dettinger-Mayer, Lyon, avril 2018
- Galerie Raku-Art, Winterthur, 29 juin au 13 juillet 2020
- Galerie du Moineau Écarlate, Paris, 18 septembre au 18 octobre 2020

## Collections publiques et privées
- Collection de l'art brut, Lausanne[21]
- Musée d'Art Moderne de Lille, LaM
- Musée Visionnaire (en), Zurich
- Musée-atelier de l'art brut, Montpellier
- Museum Of Everything, Londres
- Collection ABCD, Paris
- Collection Eternod-Mermod, Lausanne
- Collection Korine et Max E. Amann, Berne
- Collection Pierre Cornette de Saint-Cyr, Paris
- Francine Deroudille-Doisneau, Paris
- Bruno Montpied, Paris
- Atsuko Barouh, Tokyo